# 上村侑
上村 侑（うえむら ゆう、2002年〈平成14年〉11月2日 - ）は、日本の俳優。所属事務所は、エルビス・エンタテインメント → フィット → ホリプロ。

## 略歴
鹿児島県出身。
2017年、内藤組『許された子どもたち』出演者ワークショップに参加。ワークショップ最終日に主役に抜擢された。
2020年6月1日、『許された子どもたち』劇場公開。
2020年12月、第75回毎日映画コンクール スポニチグランプリ新人賞、第33回日刊スポーツ映画大賞・石原裕次郎新人賞にノミネート。
2021年1月、第75回毎日映画コンクール スポニチグランプリ新人賞受賞。
2025年5月20日、ホリプロ所属になったことを自身のXにて公表した。

## 人物
- 趣味：将棋[4]、囲碁[4]、ゲーム[4]、体を動かすこと
- 特技[4]：殺陣、バスケットボール、パルクール、英語（日常会話レベル）、乗馬

## 出演

### 映画
- ショートフィルム HOME SICK（2020年1月24日公開）
- 許された子どもたち（2020年6月1日公開、SPACE SHOWER FILMS） - 主演・市川絆星 役[15]
- サファイア[16]（2020年） - 安田 役
- 親密な他人[17]（2022年3月5日公開、シグロ）- 石川心平 役
- さよなら、バンドアパート（2022年7月15日公開、ムービー・アクト・プロジェクト） - 中学時代の川嶋 役[18]
- 空のない世界から（2022年10月21日公開、ライツキューブ） - チャン君 役[19][20]
- 近江商人、走る!（2022年12月30日公開、ラビットハウス） - 主演・銀次 役[21]
- Single8（2023年3月18日公開、マジックアワー） - 広志 役[22]
- GONZA（2023年6月30日公開、ベストブレーン） - 主演・鹿島拓海 役[23]
- 海の夜明けから真昼まで（2023年8月4日公開、「海の夜明けから真昼まで」製作チーム・ARARAT） - 氏家隆史 役[24]
- 四十九 SeeK.1（2023年）[25]
- 誰が為に花は咲く（2024年1月26日公開、Memento Film Club）[26]

### テレビドラマ
- 仮面同窓会 第7話（2019年7月13日、東海テレビ）
- 彼が僕に恋した理由 シーズン1（2020年8月9日 - 8月30日、TOKYO MX / 2020年8月27日 - 9月17日、テレビ北海道） - 赤城そうた 役
- BS-TBS開局20周年記念ドラマ 左手一本のシュート（2020年3月14日、BS-TBS） - バスケ部員 役
- ファーストペンギン!（2022年10月5日 - 12月7日、日本テレビ） - 山中たくみ 役[27][28]

### CM
- グリコ できたて革命「デビュー」篇（2016年）
- 相鉄線 「100 YEARS TRAIN-二階堂ふみ 染谷将太」（2019年）
- コカ・コーラ サマーキャンペーン「熱さのリレー」篇（2019年）

### MV
- GANG PARADE『ブランニューパレード』（2019年）

### Vシネマ
- 義兄弟（2021年）
  - 義兄弟 第二章（2021年）

### その他
- イヤードラマ 運命の足音（2022年3月14日配信開始、NUMA） - 歩 役[29]